# Shûhei Fujisawa
Shûhei Fujisawa (?, 藤沢周平, Fujisawa Shûhei; Tsuruoka, 26 dicembre 1927 – 26 gennaio 1997) è stato uno scrittore giapponese.
Vero nome Tomeji Kosuge (小菅留治 - Kosuge Tomeji).
Scrisse numerose opere ambientate nel periodo Edo, tra cui le più famose si svolgono nello han fittizio di Unasaka (海坂藩) che trae vaga ispirazione dallo han di Shōnai di cui faceva parte l'attuale città di Tsuruoka della prefettura di Yamagata.

## Biografia

### Gioventù
Nacque il 26 dicembre 1927 nella città di Tsuruoka (prefettura di Yamagata) da Shigezō e Takie Kosuge. I sei figli della famiglia erano nell'ordine: Shigemi, Konoe,  Hisaharu, Tomeji, Tetsuko e Shigeji. Era una famiglia di contadini e lo stesso Fujisawa svolse spesso mansioni agrarie durante la giovinezza, tanto che negli anni successivi scrisse vari saggi e racconti ambientati nelle campagne e nelle comunità rurali. È infatti difficile concepire le tematiche narrative di Fujisawa slegandole dal paese natale Shōnai e dall'ambiente agricolo.
Nel 1934 avviò la propria istruzione presso la scuola del tempio Shōryû, che durante gli studi cambiò nome in scuola pubblica del paese di Ōgon. Fin dalle scuole elementari leggeva di tutto, dai romanzi alle riviste, e si racconta che non si staccasse mai dalla lettura, neanche mentre andava a scuola. Nel 1942 decise di continuare gli studi frequentando di sera la scuola superiore di Tsuruoka e, nonostante le difficoltà, riuscì a diplomarsi nel 1946 per proseguire nell'attuale università di Yamagata. Ebbe così modo di avvicinarsi sempre di più alla letteratura e fondò con dei compagni di corso la rivista letteraria Saihyōsen (La nave rompighiaccio). Restano tracce di questo periodo nell'autobiografia Hansei no ki (Memoria di mezza vita) e nelle sue opere appaiono spesso sotto falso nome i compagni e gli amici delle lezioni di Kendō.

### Gli anni da insegnante
Si laureò nel 1949 e iniziò a lavorare come insegnante presso la scuola media della città di Tsuruoka, mentre si occupava di giapponese e società nella rivista Pureryudo (Preludio), nata dalla precedente rivista universitaria Saihyōsen. Tuttavia, durante una visita medica nel 1951, gli fu diagnosticata una tubercolosi polmonare che lo costrinse a interrompere il lavoro. L'anno successivo fu ricoverato presso l'ospedale Shinoda di Higashimurayama dove gli fu asportata una parte del polmone destro. Dopo la difficile operazione, si riavvicinò lentamente ai propri interessi, partecipando agli incontri di haiku dell'ospedale e scrivendo per la rivista di poesie Unaｓaka con il nome di Kitamura (北邨). Anche in questo periodo non si affievolì la sua passione per la lettura e cominciò ad avvicinarsi ai romanzi occidentali, preparando il terreno per una vita da scrittore.

### Gli anni da giornalista
Nel 1957 concluse finalmente il lungo periodo di convalescenza e si mise alla ricerca di un lavoro: si rifiutò di trascorrere una vita da insegnante e, dopo alcune ricerche, iniziò a lavorare nel giornalismo, trasferendosi nel quartiere di Nerima a Tōkyō. A causa di fallimenti aziendali cambiò diverse agenzie di stampa. Nel 1959 si sposò con Etsuko Miura (三浦悦子 - Miura Etsuko), una ragazza della stessa città di origine e 8 anni più giovane di lui. Nel 1960 divenne giornalista del Nihon shokuhin kakō shinbun (Giornale dei trattamenti alimentari giapponesi) per l'azienda omonima in cui rimase fino a diventare scrittore. La passione per la letteratura stentava a scemare e, nonostante il lavoro, continuò a scrivere saltuariamente romanzi. Sembra che durante quegli anni si interessasse in particolar modo della letteratura cosiddetta "pura" (純文学 - jun bungaku).
Nel 1963 nacque la sua prima figlia Nobuko, ma a ottobre la moglie morì improvvisamente all'età di 28 anni. Questo fatto fu un enorme colpo per Fujisawa che iniziò a scrivere letteratura storica per chetare il senso di vuoto che si era creato. Si pensa che il grosso influsso della perdita abbia dato origine all'atmosfera buia e alle eroine tragiche che appaiono nelle prime opere di Fujisawa. Dall'anno successivo iniziò a partecipare tutti gli anni al premio letterario per scrittori emergenti Ouru yomimono (オール読物新人賞）(Scritti per tutti) e dal 1965 iniziò ad adottare lo pseudonimo di Fujisawa Shûhei con cui è conosciuto oggi.

### Il debutto come scrittore
Nel 1969 convolò a nuove nozze con Masako Takazawa （高澤女和子 - Takazawa Masako) e nel 1971 si aggiudicò finalmente il premio Ouru yomimono con il racconto Kurai yume (Il mare buio) e si candidò al premio Naoki, che vinse l'anno successivo con Ansatsu no nennrin (Anni di omicidi) e venne riconosciuto come scrittore in grado di far evolvere la letteratura storica. Nello stesso anno andò in stampa la sua prima raccolta di racconti sotto il titolo di Ansatsu no nenrin. Durante l'anno successivo, il 1974, si dimise dall'azienda presso cui lavorava e divenne a tutti gli effetti uno scrittore a tempo pieno.
Fujisawa racconta così le sue emozioni di quegli anni: "Tra i trenta e i quarant'anni vissi in uno stato di continua depressione, ma non era insoddisfazione verso il lavoro o verso il mondo, era un'emozione del tutto personale. Ero deluso dal mondo e disgustato da me stesso. [...] (L'unico modo per uscire dalla depressione) era scrivere. In questo modo venne alla luce Kurai umi." (Tratto da Kurai umi no haikei - Lo sfondo di Kurai umi)
"Quando leggo i miei primi romanzi, mi accorgo che molti sono nati da tenebre dolorose: l'amore termina a causa della separazione oppure la storia finisce con la morte del samurai. Allora non ero in grado di scrivere un finale allegro." (Tratto da Tenki no sakubutsu - Opere del cambiamento)
Come dichiara lo stesso scrittore, il primo periodo fu caratterizzato da uno stile buio, pesante e spartano, ma dal 1976 iniziò a cambiare in corrispondenza con la pubblicazione di Takemitsu shimatsu e della serie Yōjinbō Jitsugetsushō (Giorni e notti di soldati a difesa). Oltre a descrizioni dettagliate e intensità lirica, lo stile dell'autore si pervase di un umorismo più marcato.
Questo nuovo stile più luminoso, sommato a storie di tutto rispetto, permise alle opere di diffondersi lentamente tra un pubblico sempre più vasto e la pubblicazione di Shunjû yamabushi ki (Cronache di yamabushi) e di Yōjinbō Jitsugetsushō nel 1978 gli conferirono un successo stabile e intramontabile. Divenne così uno scrittore di letteratura storica di rilievo, come Ryōtarō Shiba e Shōtarō Ikenami. In particolar modo la serie Yōjinbō Jitsugetsushō è considerata a tutt'oggi il suo capolavoro e conta ancora numerosi fan.